# 沃爾夫斯貝格縣
沃爾夫斯貝格縣（德語：Bezirk Wolfsberg）是奧地利克恩頓州的一個縣，位於該州的東北部。面積973.8平方公里。2001年人口56,611人。縣治沃爾夫斯貝格。
下分9個市镇。